# 343587 Mamuna
343587 Mamuna este o planetă minoră (asteroid) din centura de asteroizi. A fost descoperită pe 5 aprilie 2010 la Spețialnaia astrofiziceskaia observatoria RAN⁠(d) de Timoer Valerievitsj Krjatsjko⁠(d). 
Obiectul prezintă o orbită caracterizată de o semiaxă mare de 2,7273542501178 UAi, o excentricitate de 0,13, o înclinație de 26,9 ° în raport cu ecliptica.